# Занин, Валентин Александрович
Валентин Александрович Занин — советский хозяйственный деятель.

## Биография
Родился в 1920 году в Вельске. Член КПСС.
Участник Великой Отечественной войны: парторг дивизиона 5-го полка аэростатов заграждения.
В 1964—1986 гг. — директор Чеховского полиграфического комбината.
За создание и освоение серийного производства комплекса фотонаборного оборудования «Каскад», обеспечившего внедрение прогрессивной технологии фотонабора в полиграфическую промышленность был в составе коллектива удостоен Государственной премии СССР в области науки и техники 1981 года.
Умер в 1992 году в Чехове.

## Награды
- Орден Октябрьской Революции
- Орден Отечественной войны II степени
- Орден Трудового Красного Знамени